# جيسي بي
جيسي بي (بالفرنسية: Jessy Pi) (24 سبتمبر 1993 في فرنسا - ) هو لاعب كرة قدم فرنسي في مركز الوسط. لعب مع نادي تروا ونادي موناكو.

## روابط خارجية
- جيسي بي على موقع قاعدة بيانات كرة القدم.إي يو (الإنجليزية)
- جيسي بي على موقع ليكيب (الفرنسية)
- جيسي بي على موقع Soccerway.com (الإنجليزية)
- جيسي بي على موقع AS.com (الإسبانية)